# Mińkiwci
Mińkiwci (ukr. Міньківці) – wieś na Ukrainie, w obwodzie żytomierskim, w rejonie berdyczowskim, w hromadzie Andruszówka. W 2001 liczyła 681 mieszkańców, spośród których 672 wskazało jako ojczysty język ukraiński, 6 rosyjski, 1 węgierski, 1 białoruski, a 1 ormiański.